# Agente cinturón negro
Agente cinturón negro (en hangul, 무도실무관; McCune-Reischauer, Mudoshilmugwan; literalmente, «Practicante de artes marciales») es una película surcoreana, una comedia de acción escrita y dirigida por Jason Kim y protagonizada por Kim Woo-bin y Kim Sung-kyun. Se estrenó el 13 de septiembre de 2024 en la plataforma Netflix.

## Sinopsis
Lee Jeong-do es un graduado de tercer grado en  las artes marciales de taekwondo, kendo y judo, que comienza a trabajar como experto de artes marciales en colaboración con Kim Seon-min, un oficial de libertad condicional que sigue a personas obligadas a llevar una tobillera electrónica de control por orden judicial.

## Reparto
- Kim Woo-bin como Lee Jung-do, un joven que es un hábil artista marcial con cinturones negros en taekwondo, kendo y judo, con tres títulos en cinturón negro de cada disciplina y se convierte en un oficial de artes marciales.[2][3]
- Kim Sung-kyun como Kim Sun-min, un oficial de libertad condicional que se encarga de los presos que llevan tobilleras electrónicas.[4]
- Lee Hyun-geol como Kang Gi-jung, un delincuente sexual en serie que fue condenado y cumplió una condena de veinte años por agredir sexualmente a 15 niños.[5]
- Park Ji-yeol como Cho Min-jo, un oficial supervisor de artes marciales.[5]
- Lee Joong-ok como Han Byung-soon, un delincuente sexual que planea nuevos crímenes tras salir de prisión.[6]
- Kim Yo-han como Moisture, amigo de Jung-do, experto en drones.[5]
- Kang Young-seok como Escritor K, amigo de Jung-do, guionista.[5]
- Cha Wang-hyun como Earthworm, amigo de Jung-do, que no se enoja fácilmente.[5]
- Kang Seung-ho como Kim Min-wook, un distribuidor de pornografía infantil en la dark web.
- Son Sang-yeon como Lee Yang-ho, un delincuente que fue condenado por violar a una adolescente.
- Park Jong-hee como Kim Geum-nam, un delincuente que fue condenado por un delito sexual.
- Choi Hwan-yi como Ahn Joong-ho, el hermano mayor de Moisture, experto en informática.
- Jin Mi-sa como el gerente Park.
- Jang Joon-hyuk como Huh Dong-won, un oficial superior de artes marciales.
- Lee Dong-joo como Yoon Dong-ju, un oficial asistente del gerente de libertad condicional.
- Lee Jeong-gwi como Han Dong-joon, un oficial asistente del gerente de libertad condicional.
- Bang Byung-hyun como Park Young-bin.
- Joo Hyuk como el guardaespaldas de Min-wook.
- Ahn Chae-heum como Lee Min-joo.
- Woo Sang-ki como Min Do-woong, un delincuente que fue condenado por homicidio involuntario.
- Nam Ji-woo como Lee Jong-in, un delincuente convicto.
- Choi Wooo-gyeom como Choi Dae-hong.
- Park Min-gyu como Lee Soon-kyung.
- Kim Yool-ho como el detective Choi.
- Son Suk-bae como un gerente.
- Shin Mi-young como Hyun Yoo-jin, la tía de Min-joo.
- Jung Ji-ho como el profesor Kim.

### Apariciones especiales
- Lee Hae-young como Lee Sang-woo, el padre de Jung-do, que gestiona el Munchicken, un restaurante de pollo.
- Kim Ji-young como Ha Sun-jung, la tía de Jung-do, que tiene una peluquería.[5]
- Ji Jin-hee como el presidente de Corea del Sur.
- Lee Jung-hyun como empleado de una tienda de equipos de defensa personal.
- Kwon Yong-il como un antiguo perfilador policial.

## Producción
La película es una producción de Climax Studio (que ya había colaborado con Netflix en series como D.P.) y Seven O Six; Netflix confirmó la producción en julio de 2023. Está escrita y dirigida por Kim Joo-hwan, conocido como Jason Kim y que en 2023 dirigió la serie de la misma Netflix Sabuesos. En cuanto a la elección del tema, para el guionista y director, que conocía ya la profesión de practicante de artes marciales, era importante crear conciencia sobre ella y explicar en qué consiste el trabajo. El propio Kim Woo-bin confesó que desconocía la existencia de estos especialistas.
El 28 de julio de 2023 se anunciaron los nombres de Kim Woo-bin y Kim Sung-kyun como los protagonistas del filme. El primero pasó tres meses practicando tres horas diarias bajo la guía de un director de artes marciales. El rodaje estaba en marcha a finales de septiembre de 2023.
El 13 de agosto de 2024 Netflix lanzó un primer avance de la película; el 29 de agosto publicó un cartel combinado y el avance principal. El 9 de septiembre distribuyó fotogramas de los personajes secundarios. El 18 del mismo mes, ya estrenada, Netflix publicó imágenes inéditas y de detrás de cámaras.

## Estreno y recepción
Agente cinturón negro se estrenó en Netflix el 13 de septiembre de 2024. Al tercer día alcanzó la primera posición mundial entre las películas de lengua no inglesa más vistas de la plataforma, posición que ocupó durante tres semanas consecutivas. En la segunda semana alcanzó los 15,7 millones de visitas, a las que se añadireon otros 5,1 millones en la tercera. Fue primera en diez países, entre ellos Corea del Sur, Marruecos, Arabia Saudita, Malasia y Tailandia. En su país, apareció además como uno de los diez temas de búsqueda principales en Internet.

### Repercusiones públicas y recomendación pre[21]sidencial
La película sirvió para dar a conocer en su país la figura profesional del practicante de artes marciales y abrir un debate público sobre la misma. El propio presidente Yoon Suk-yeol la vio al poco de estrenarse y la recomendó a su personal; según un funcionario de la Oficina Presidencial, comentó: «espero que muchas generaciones más jóvenes vean películas como esta que representan la búsqueda y dedicación al interés público». El trabajo real de estos empleados difiere bastante del mostrado en el filme, y, en particular, no les está permitido llevar ninguna clase de armas. En 2024 había entre 160 y 170 practicantes de artes marciales contratados por el Ministerio de Justicia surcoreano, que ayudaban a los agentes de libertad condicional en el control de convictos con tobilleras electrónicas, unos 4000 en todo el país. Por lo general trabajan en equipos de dos o tres agentes de libertad condicional y un practicante de artes marciales, que tienen que supervisar una media de veinticinco tobilleras, aunque a menudo son más. Algunos parlamentarios de la Asamblea Nacional han señalado la necesidad de regular mejor esta figura profesional, incluyendo su retribución económica y sus condiciones de trabajo.

### Crítica
Para Jonathon Wilson (Ready Steady Cut), «no es una película que resulte aburrida, ni vacía ni carente de nada que valga la pena, pero está bien hasta un punto preocupante. La trama predecible se combina con actuaciones mediocres y una acción mediocre. No hay nada que no guste, pero tampoco nada que valga la pena destacar». Ni siquiera la acción, punto fuerte de películas como esta, convence al crítico, por querer imitar dos modelos diversos y quedarse a medio camino de ambos. Aunque es una producción entretenida y eficaz, no hay nada que destacar en ella, y el final se intuye después de los primeros cinco minutos.
Parecida es la opinión de Tanu I. Raj (NME), pues titula su comentario como «un thriller lleno de acción, entretenido pero predecible». Considera que la labor del protagonista Kim Woo-bin basta para mantener el interés del espectador, aunque el resto de la película no está a la altura de las expectativas. Por último, destaca el conflicto clave por el que pasa el personaje, que comienza despreocupado por los demás y poco a poco, según va esposando criminales, refuerza su sentido del deber; en este sentido, «Kim Woo-bin interpreta a Lee Jung-do con una sinceridad que hace que los espectadores se encariñen con él casi de inmediato».